# Артавазд III (цар Великої Вірменії)
Артавазд III (*Արտավազդ Գ, д/н —після 4 до н. е.) — цар Великої Вірменії у 6—4 роках до н. е. Не слід плутати з Артаваздом IV з Мідії Атропатени, якого низка дослідників рахують як Артмазда III Вірменського.

## Життєпис
Походив з династії Арташесідів. Син царя Артавазда II. Замолоду відправлено в якості заручника до Римської імперії. Виховувався ймовірно в Римі. У 6 році до н. е. за допомогою римських військ повалив небожа Тиграна IV, царя Великої Вірменії.
Усі правління Артавазда III точилася боротьба між проримською та пропарфянською знаттю, що не сприяло зміцненні царської влади та економічної стабільності. Зрештою пропарфянська партія за допомогою Фраата IV, царя Парфії, Артавазда III було повалено. Він загинув або втік до Римської імперії. Царем вдруге став Тигран IV.